# Kiljava
Kiljava és un poble del municipi de Nurmijärvi i Hyvinkää al sud de Finlàndia. Es troba entre els pobles de Rajamäki i Röykkä. Kiljava és conegut pel seu institut educatiu públic i polivalent (Kiljavan opisto en finès). També és un popular centre de vacances, amb dues zones d'acampada privades -una per als arquitectes de la SAFA i una per a la policia finlandesa- i una platja pública a la vora del llac Sääksi.
És un lloc amb tradició en els escacs. S'hi van disputar, per exemple, el Campionat d'escacs Nòrdic de 1977, i el Campionat del món d'escacs juvenil de 1984, guanyat per Curt Hansen.

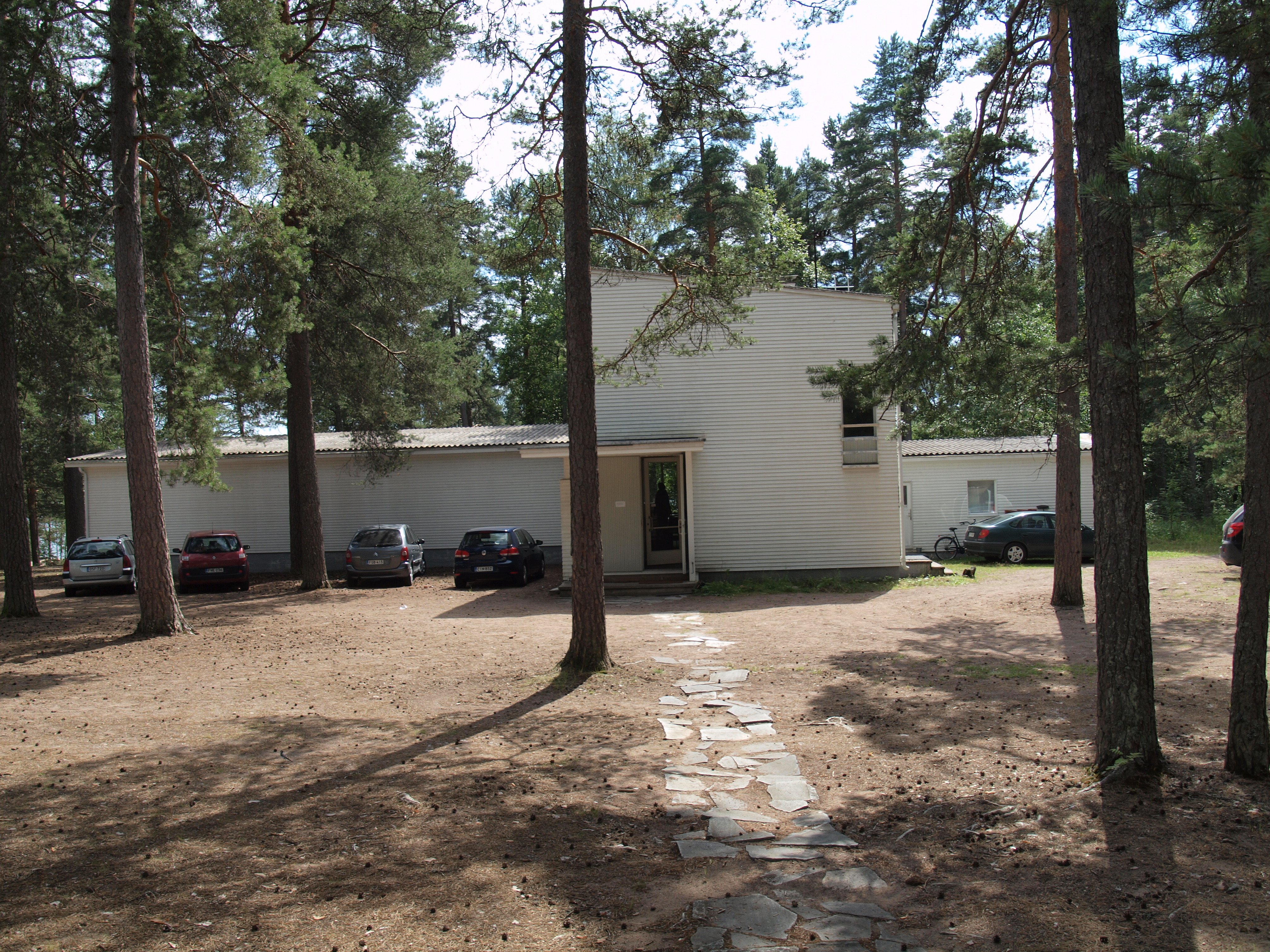
El casino de Kiljava és un dels edificis més antics de Kiljava, que data de 1939